# 12-Stunden-Rennen von Sebring 1964

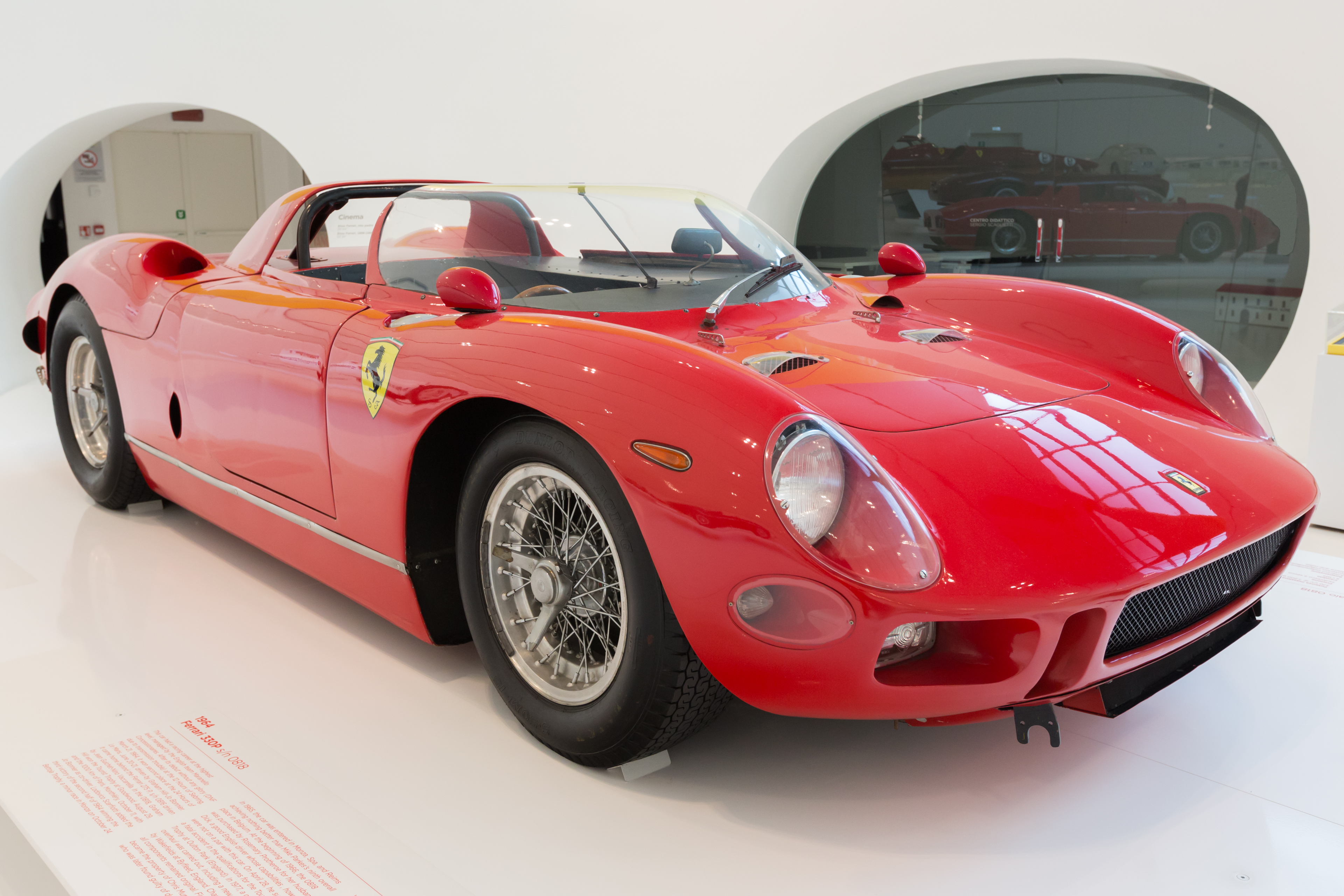
Ein Ferrari 330P im Enzo-Ferrari-Museum von Modena

Das 13. 12-Stunden-Rennen von Sebring, auch 12 Hours of Sebring, Sebring, Florida, fand am 21. März 1964 auf dem Sebring International Raceway statt und war der zweite Wertungslauf der Sportwagen-Weltmeisterschaft dieses Jahres.

## Das Rennen
Das 12-Stunden-Rennen von Sebring war der zweite Wertungslauf der Sportwagen-Weltmeisterschaft 1964. Das erste Rennen der Saison, das 2000-km-Rennen von Daytona, endete mit einem Sieg von Ferrari. Pedro Rodríguez und Phil Hill siegten auf einem vom North American Racing Team gemeldeten Ferrari 250 GTO/64.
Am Daytona International Speedway war die Werksmannschaft von Ferrari nicht am Start. In Sebring wurde das Team aus Maranello jedoch seiner Favoritenrolle voll gerecht. Die Scuderia feierte einen überlegenen Dreifachsieg. Mike Parkes und Umberto Maglioli siegten vor ihren Typenkollegen Ludovico Scarfiotti und Nino Vaccarella (beide Teams bestritten das Rennen auf Ferrari 275P). Dritte wurden John Surtees – der aus der Pole-Position ins Rennen ging und die schnellste Rennrunde fuhr – und Lorenzo Bandini auf einem Ferrari 330P. Der Scuderia am nächsten kam das Shelby-Cobra-Daytona-Coupé von Bob Holbert und Dave MacDonald. Die US-Amerikaner hatten im Ziel allerdings drei Runden Rückstand auf den dritten Rang und wurden Vierte.

## Ergebnisse

### Schlussklassement
| 1               | P + 3.0  | 22  | SEFAC Ferrari                  | Mike Parkes Umberto Maglioli                          | Ferrari 275P                    | 214 |
| 2               | P + 3.0  | 23  | SEFAC Ferrari                  | Ludovico Scarfiotti Nino Vaccarella                   | Ferrari 275P                    | 213 |
| 3               | P + 3.0  | 21  | SEFAC Ferrari                  | John Surtees Lorenzo Bandini                          | Ferrari 330P                    | 212 |
| 4               | GT 5.0   | 10  | Shelby American Corp.          | Bob Holbert Dave MacDonald                            | Shelby Cobra Daytona Coupe      | 209 |
| 5               | GT 5.0   | 12  | Shelby American Corp.          | Bob Bondurant Lew Spencer                             | Shelby Cobra Roadster           | 205 |
| 6               | GT 5.0   | 14  | Ford of France                 | Jo Schlesser Phil Hill                                | Shelby Cobra Roadster           | 203 |
| 7               | GT 3.0   | 30  | NART                           | David Piper Mike Gammino Pedro Rodríguez              | Ferrari 250 GTO/64              | 201 |
| 8               | GT 5.0   | 80  | Hellerton Motors               | Harold Keck Robert Scott                              | Shelby Cobra Roadster           | 195 |
| 9               | P 3.0    | 37  | Briggs Cunningham              | Lake Underwood Briggs Cunningham                      | Porsche 904 GTS                 | 194 |
| 10              | GT 2.0   | 43  | Porsche System Engineering     | Ben Pon Joe Buzzetta                                  | Porsche 356B 2000 GS GT         | 191 |
| 11              | GT 2.0   | 45  | Carl W. Lindell Inc.           | Chuck Cassel Don Sesslar                              | Porsche 356B Carrera Abarth GTL | 190 |
| 12              | GT 1.6   | 53  | Scuderia Sant Ambroeus         | Jim Kaser Chuck Stoddard                              | Alfa Romeo TZ                   | 188 |
| 13              | GT 5.0   | 1   | Thomas Hitchcock               | Thomas Hitchcock Zourab Tchkotoua                     | Shelby Cobra Roadster           | 187 |
| 14              | GT 3.0   | 29  | NART                           | Bob Grossman Dick Thompson                            | Ferrari 250 GTO LMB             | 186 |
| 15              | GT + 5.0 | 9   | Nickey Chevrolet Co.           | Skip Hudson Jerry Grant                               | Chevrolet Corvette Sting Ray    | 183 |
| 16              | GT 2.0   | 47  | Kjelle Qvale                   | Ed Leslie John Dalton                                 | MGB                             | 180 |
| 17              | P + 3.0  | 4   | McKean Chevrolet Inc.          | Roger Penske Jim Hall                                 | Chevrolet Corvette Grand Sport  | 177 |
| 18              | P 3.0    | 42  | Porsche System Engineering     | Don Webster Bruce Jennings                            | Porsche 356B 2000 GS GT         | 175 |
| 19              | P 3.0    | 41  | Porsche System Engineering     | Edgar Barth Herbert Linge                             | Porsche 718 RS Spyder           | 173 |
| 20              | GT 1.6   | 59  | Robert Scott Jr.               | Jim Clark Ray Parsons                                 | Ford Cortina Lotus              | 171 |
| 21              | GT 2.0   | 48  | Kjelle Qvale                   | Jim Adams Merle Brennan                               | MGB                             | 170 |
| 22              | P + 3.0  | 2   | Mecom Racing Team              | A. J. Foyt John Cannon                                | Chevrolet Corvette Grand Sport  | 168 |
| 23              | GT 1.3   | 62  | Ray Heppenstall                | Tom Fleming Otto Linton James Diaz                    | Abarth-Simca 1300 Bialbero      | 165 |
| 24              | GT 3.0   | 82  | Larry Perkins                  | Bill Eve Larry Perkins                                | Ferrari 250 GTO                 | 158 |
| 25              | P 3.0    | 69  | Autosport International        | Paul Richards Charlie Rainville                       | Alpine M63                      | 153 |
| 26              | GT 1.3   | 65  | Automobiles René Bonnet        | Howard Hanna Richard Toland                           | René Bonnet Djet 2              | 153 |
| 27              | P + 3.0  | 3   | Johnson Chevrolet Co.          | Delmo Johnson Dave Morgan                             | Chevrolet Corvette Grand Sport  | 144 |
| 28              | GT 1.3   | 63  | Scuderia Bear                  | William McKelvy Richard Holquist                      | Abarth-Simca 1300 Bialbero      | 139 |
| 29              | GT 5.0   | 18  | Ed Hugus                       | Ed Lowther George Wintersteen                         | Shelby Cobra Roadster           | 138 |
| 30              | P 3.0    | 51  | Volvo Imports Inc.             | Art Riley Nick Cone                                   | Volvo P1800                     | 136 |
| 31              | P 3.0    | 36  | Precision Motor Cars           | Richie Ginther Ronnie Bucknum                         | Porsche 904 GTS                 | 129 |
| 32              | GT 1.3   | 84  | Duchess Auto Co.               | Newton Davis Paul Layman                              | Lotus Elite                     | 124 |
| 33              | P + 3.0  | 5   | William McLaughlin             | Enus Wilson William McLaughlin Ed Hugus               | Iso Grifo A3C                   | 110 |
| 34              | GT 2.5   | 34  | Genser Forman Triumph Dist.    | George Waltman Ted Lawrence                           | Triumph TR4                     | 79  |
| Disqualifiziert |          |     |                                |                                                       |                                 |     |
| 35              | GT 3.0   | 31  | SEFAC Ferrari                  | Carlo-Maria Abate Jean Guichet                        | Ferrari 250 GTO/64              | 113 |
| Ausgefallen     |          |     |                                |                                                       |                                 |     |
| 36              | GT 5.0   | 11  | Shelby American Corp.          | Dan Gurney Bob Johnson                                | Shelby Cobra Roadster           | 191 |
| 37              | P 3.0    | 61  | Donald Healey Motor Company    | John Colgate Clive Baker                              | Austin-Healey Sprite            | 164 |
| 38              | GT 1.6   | 55  | Scuderia Sant Ambroeus         | Roberto Bussinello Giampiero Biscaldi Consalvo Sanesi | Alfa Romeo Giulia TZ            | 160 |
| 39              | GT 3.0   | 32  | Angels Aviation Racing Team    | Ed Cantrell Harry Heuer Don Yenko                     | Ferrari 250 GTO                 | 154 |
| 40              | P 3.0    | 39  | Jack Ryan                      | Jack Ryan Bill Bencker                                | Porsche 904 GTS                 | 147 |
| 41              | P 3.0    | 68  | Automobiles Alpine             | Mauro Bianchi José Rosinski                           | Alpine M63                      | 140 |
| 42              | P + 3.0  | 24  | Maranello Concessionaires      | Graham Hill Joakim Bonnier                            | Ferrari 330P                    | 139 |
| 43              | GT 5.0   | 16  | Ralph Noseda                   | Ralph Noseda Jef Stevens                              | Shelby Cobra Roadster           | 138 |
| 44              | GT 5.0   | 19  | George Reed                    | Dan Gerber George Reed                                | Shelby Cobra Roadster           | 117 |
| 45              | GT 2.0   | 44  | Porsche Car Imports            | Victor Merino Jorge Torruellas                        | Porsche 356B Carrera Abarth GTL | 101 |
| 46              | GT 1.6   | 56  | Scuderia Sant Ambroeus         | Filippo Theodoli Consalvo Sanesi Gianni Bulgari       | Alfa Romeo Giulia TZ            | 93  |
| 47              | P + 3.0  | 1   | Shelby American Corp.          | Ken Miles John Morton                                 | Shelby Cobra 427                | 81  |
| 48              | GT 1.6   | 54  | Scuderia Sant Ambroeus         | Chuck Dietrich Bill Wuesthoff                         | Alfa Romeo Giulia TZ            | 70  |
| 49              | P 3.0    | 70  | Autosport International        | Ray Cuomo Bob Tullius                                 | Alpine M63                      | 66  |
| 50              | GT 5.0   | 17  | Graham Shaw                    | Charlie Hayes Graham Shaw                             | Shelby Cobra                    | 62  |
| 51              | GT + 5.0 | 6   | George Robertson               | George Robertson Dick Boo                             | Chevrolet Corvette              | 52  |
| 52              | GT 1.6   | 52  | Kenneth Chamblis               | John Bentley Lyle Witmer                              | Porsche 356B Carrera Abarth GTL | 52  |
| 53              | GT 3.0   | 33  | Donald Healey Motor Company    | Paddy Hopkirk Grant Clark                             | Austin-Healey 3000              | 49  |
| 54              | P 3.0    | 38  | Carel Godin de Beaufort        | Carel Godin de Beaufort                               | Porsche 904 GTS                 | 48  |
| 55              | P 3.0    | 40  | Hap Sharp                      | Hap Sharp Ronnie Hissom                               | Porsche 904 GTS                 | 45  |
| 56              | P + 3.0  | 20  | Mecom Racing Team              | Augie Pabst Walt Hansgen                              | Lola Mk6 GT                     | 44  |
| 57              | P + 3.0  | 25  | NART                           | Pedro Rodríguez John Fulp                             | Ferrari 330P                    | 40  |
| 58              | GT 1.6   | 57  | Stirling Moss Auto Racing Team | Hugh Dibley R. G. Rossler                             | Lotus Elan                      | 39  |
| 59              | P 3.0    | 49  | Volvo Imports Inc.             | Art Tattersall Gunnar Engelin                         | Volvo P1800                     | 31  |
| 60              | P 3.0    | 28  | NART                           | Tom O’Brien Charlie Kolb Ronald Hutchinson            | Ferrari 250LM                   | 30  |
| 61              | P 3.0    | 50  | Volvo Imports Inc.             | Dave Jordan John Christy                              | Volvo P1800                     | 29  |
| 62              | GT 2.0   | 46  | Kjell Qvale                    | Jim Parkinson Jack Flaherty                           | MGB                             | 15  |
| 63              | GT 2.5   | 35  | Nuclear Electronic Lab         | Al Rogers Al Treuhaft                                 | Morgan 4/4                      | 12  |
| 64              | GT 1.3   | 67  | Donald Healey Motor Company    | Al Pease Donna Mae Mims                               | Austin-Healey Sprite            | 9   |
| 65              | GT 1.3   | 64  | Donald Kearney                 | Donald Kearney Howard Franklin                        | Triumph Spitfire                | 7   |
| 66              | GT 1.3   | 85  | Autosport International        | William Haenelt John Norwood                          | Alpine A110                     | 2   |
| Nicht gestartet |          |     |                                |                                                       |                                 |     |
| 67              | P + 3.0  | 27  | Fong Racing Associates         | Charlie Kolb Charlie Rainville                        | Ferrari 330LMB                  | 1   |
| 68              | P + 3.0  | 25T | NART                           | Pedro Rodríguez                                       | Ferrari 330P                    | 2   |

1 Reserve
2 Trainingswagen

### Nur in der Meldeliste
Hier finden sich Teams, Fahrer und Fahrzeuge, die ursprünglich für das Rennen gemeldet waren, aber aus den unterschiedlichsten Gründen daran nicht teilnahmen.
| Pos. | Klasse   | Nr. | Team                    | Fahrer                                         | Chassis            |
| ---- | -------- | --- | ----------------------- | ---------------------------------------------- | ------------------ |
| 69   | GT 1.6   |     | Lotus                   | Mike Spence                                    | Ford Cortina Lotus |
| 70   | P + 3.0  |     | Ford                    |                                                | Ford GT40          |
| 71   | GT       |     | C. C. Canada            | C. C. Canada                                   | Pontiac GTO        |
| 72   | P + 3.0  |     | Ford                    |                                                | Ford GT40          |
| 73   | GT + 5.0 | 7   | Corvette Service        | Tony Settember Frank Monich                    | Chevrolet Corvette |
| 74   | GT + 5.0 | 8   | Corvette Service        | Don Yenko Doug Hooper                          | Chevrolet Corvette |
| 75   | GT 1.6   | 58  | Puerto Rico Racing      | Rafael Rosales Candido Higluera Jerry Woodward | Lotus Elan         |
| 76   | GT 1.3   | 66  | Automobiles René Bonnet | Claude Maurer Georges Bonnet                   | René Bonnet Djet 2 |
| 77   | GT 5.0   | 81  |                         |                                                | Shelby Cobra       |
| 78   | P 3.0    | 83  |                         |                                                | Porsche 904 GTS    |

### Klassensieger
| Klasse   | Fahrer         | Fahrer            | Fahrer          | Fahrzeug                     | Platzierung im Gesamtklassement |
| -------- | -------------- | ----------------- | --------------- | ---------------------------- | ------------------------------- |
| P + 3.0  | Mike Parkes    | Umberto Maglioli  |                 | Ferrari 275P                 | Gesamtsieg                      |
| P 3.0    | Lake Underwood | Briggs Cunningham |                 | Porsche 904 GTS              | Rang 9                          |
| GT + 5.0 | Skip Hudson    | Jerry Grant       |                 | Chevrolet Corvette Sting Ray | Rang 16                         |
| GT 5.0   | Bob Holbert    | Dave MacDonald    |                 | Shelby Cobra Daytona Coupe   | Rang 4                          |
| GT 3.0   | David Piper    | Mike Gammino      | Pedro Rodríguez | Ferrari 250 GTO/64           | Rang 7                          |
| GT 2.5   | George Waltman | Ted Lawrence      |                 | Triumph TR4                  | Rang 40                         |
| GT 2.0   | Ben Pon        | Joe Buzzetta      |                 | Porsche 356B 2000 GS GT      | Rang 10                         |
| GT 1.6   | Jim Kaser      | Chuck Stoddard    |                 | Alfa Romeo Giulia TZ         | Rang 13                         |
| GT 1.3   | Tom Fleming    | Otto Linton       | James Diaz      | Abarth-Simca 1300 Bialbero   | Rang 24                         |

### Renndaten
- Gemeldet: 78
- Gestartet: 66
- Gewertet: 40
- Rennklassen: 9
- Zuschauer: 50000
- Wetter am Renntag: warm und trocken
- Streckenlänge: 8,369 km
- Fahrzeit des Siegerteams: 12:00:04,800 Stunden
- Gesamtrunden des Siegerteams: 214
- Gesamtdistanz des Siegerteams: 1790,878 km
- Siegerschnitt: 149,223 km/h
- Pole Position: John Surtees – Ferrari 330P (# 21) – 3:04,200 = 163,556 km/h
- Schnellste Rennrunde: John Sutrtees – Ferrari 330P (#21) – 3:06,200 = 161,799 km/h
- Rennserie: 2. Lauf zur Sportwagen-Weltmeisterschaft 1964